# Грязнушка (Иркутская область)
Грязнушка — деревня в Осинском районе Усть-Ордынского Бурятского округа Иркутской области России. Входит в состав муниципального образования «Русские Янгуты».

## История
По данным 1923 года в деревне Грязнушка имелось 40 хозяйств и проживало 273 человека (133 мужчины и 140 женщин). Административно Грязнушка входила в состав Янгутского сельского общества Осиновской волости Боханского аймака Бурят-Монгольской Автономной Советской Социалистической Республики.

## География
Деревня находится в южной части Иркутской области, на левом берегу реки Оса, на расстоянии примерно 11 километров (по прямой) к востоку-юго-востоку (ESE) от села Оса, административного центра района. Абсолютная высота — 432 метра над уровнем моря.

## Население
| 2002 | 2010 | 2011 | 2012 |
| ---- | ---- | ---- | ---- |
| 417  | ↘395 | ↘394 | ↘388 |

Согласно результатам переписи 2002 года, в национальной структуре населения русские составляли 94 %.

## Инфраструктура
В деревне функционируют начальная школа (МБОУ «Грязнушинская НОШ-детский сад»), сельский клуб и фельдшерско-акушерский пункт (филиал Осинской районной больницы).

## Улицы
Уличная сеть деревни состоит из 3 улиц и 2 переулков.